# BogoMips
Le bogoMips (de bogus et million d'instructions par seconde (MIPS)) est une unité de mesure non scientifique de la vitesse du processeur calculée par le noyau Linux à l'amorçage, pour calibrer une boucle d'activité interne. Une autre version de sa signification serait « le nombre de millions de fois par seconde qu'un processeur peut ne rien faire ».
On peut calculer les bogoMips selon la table :
| Système                      | Ratio           | Index          |
| ---------------------------- | --------------- | -------------- |
| Intel 8088                   | horloge * 0,004 | 0,02           |
| Intel/AMD 386SX              | horloge * 0,14  | 0,8            |
| Intel/AMD 386DX              | horloge * 0,18  | 1 (définition) |
| Motorola 68030               | horloge * 0,25  | 1,4            |
| Cyrix/IBM 486                | horloge * 0,34  | 1,8            |
| Intel Pentium                | horloge * 0,40  | 2,2            |
| Intel 486                    | horloge * 0,50  | 2,8            |
| AMD 5x86                     | horloge * 0,50  | 2,8            |
| Mips R4000/R4400             | horloge * 0,50  | 2,8            |
| Motorola 68040               | horloge * 0,67  | 3,7            |
| PowerPC 603                  | horloge * 0,67  | 3,7            |
| Intel StrongARM              | horloge * 0,66  | 3,7            |
| NexGen Nx586                 | horloge * 0,75  | 4,2            |
| PowerPC 601                  | horloge * 0,84  | 4,7            |
| Alpha 21064/21064A           | horloge * 0,99  | 5,5            |
| Alpha 21066/21066A           | horloge * 0,99  | 5,5            |
| Alpha 21164/21164A           | horloge * 0,99  | 5,5            |
| Intel Pentium Pro            | horloge * 0,99  | 5,5            |
| Cyrix 5x86/6x86              | horloge * 1,00  | 5,6            |
| Intel Pentium II/III         | horloge * 1,00  | 5,6            |
| AMD K7/Athlon                | horloge * 1,00  | 5,6            |
| Intel Celeron                | horloge * 1,00  | 5,6            |
| Intel Itanium                | horloge * 1,00  | 5,6            |
| Mips R4600                   | horloge * 1,00  | 5,6            |
| Intel Itanium 2              | horloge * 1,49  | 8,3            |
| Alpha 21264                  | horloge * 1,99  | 11,1           |
| Centaur VIA                  | horloge * 1,99  | 11,1           |
| AMD K5/K6/K6-2/K6-III        | horloge * 2,00  | 11,1           |
| AMD Duron/Athlon XP          | horloge * 2,00  | 11,1           |
| UltraSPARC II                | horloge * 2,00  | 11,1           |
| Pentium MMX                  | horloge * 2,00  | 11,1           |
| Pentium 4                    | horloge * 2,00  | 11,1           |
| Centaur C6-2                 | horloge * 2,00  | 11,1           |
| PowerPC 604/604e/750         | horloge * 2,00  | 11,1           |
| Motorola 68060               | horloge * 2,01  | 11,2           |
| Intel Xeon (Hyper-Threading) | horloge * 3,97  | 22,1           |
| Hitachi SH-4                 | horloge * 1     |                |

Le ratio indiqué correspond au ratio classique pour ces processeurs pour la version actuelle du noyau. Bien que certains caches aient pu être changés pour certains processeurs (surtout les Intel) dans le développement du noyau, les autres ratios doivent être applicables à ces processeurs. Des informations complètes sur les bogoMips, et des centaines d'entrées de référence peuvent être trouvées dans les mini-Howto ci-dessous.
À titre indicatif, un Core i7 3770 utilisé à fréquence nominale (3,4 GHz) fournit d'après le programme bogoinf.exe environ 11500 bogoMips.